# Trick Pony
Trick Pony est un groupe américain de musique country fondé en 1996 par Keith Burns, (chanteur et guitariste principal), Ira Dean (chanteur et bassiste) et Heidi Newfield (chanteuse principale et guitariste).
Le groupe enregistra trois albums studio dans cette configuration : Trick Pony (2000), On a Mission (2002), et R.I.D.E. (2005). Il classa huit singles dans les charts américains.
En 2006, Newfield quitta le groupe pour poursuivre une carrière solo. Audrey Collins la remplaça mais un an plus tard, elle quitta aussi le groupe.

## Biographie
Trick Pony fut fondé en 1996 par le guitariste Keith Burns et le bassiste Ira Dean. Les deux musiciens expérimentés avaient déjà de leurs côtés travaillés avec d’autres artistes country comme Joe Diffie pour Burns ou Tanya Tucker pour Dean. Ils décidèrent ensemble de composer un groupe avec deux hommes et une femme. Heidi Newfield, une amie de la femme de Burns fut choisie pour être celle-là. Le trio commença à se produire à travers le sud des États-Unis, développant leur propre style influencé par le rock sudiste et l'outlaw country.
En 2000, Trick Pony signa son premier disque avec Warner Bros. Records. Leur premier album sorti cette même année et fut directement placé à la 12e place du Billboards country music charts grâce au single « Pour Me ». Les deux singles suivants remportèrent aussi un grand succès ("Ona Night Like This" et "Just What I do" nommé aux Grammy Awards). L’album est disque d'or.

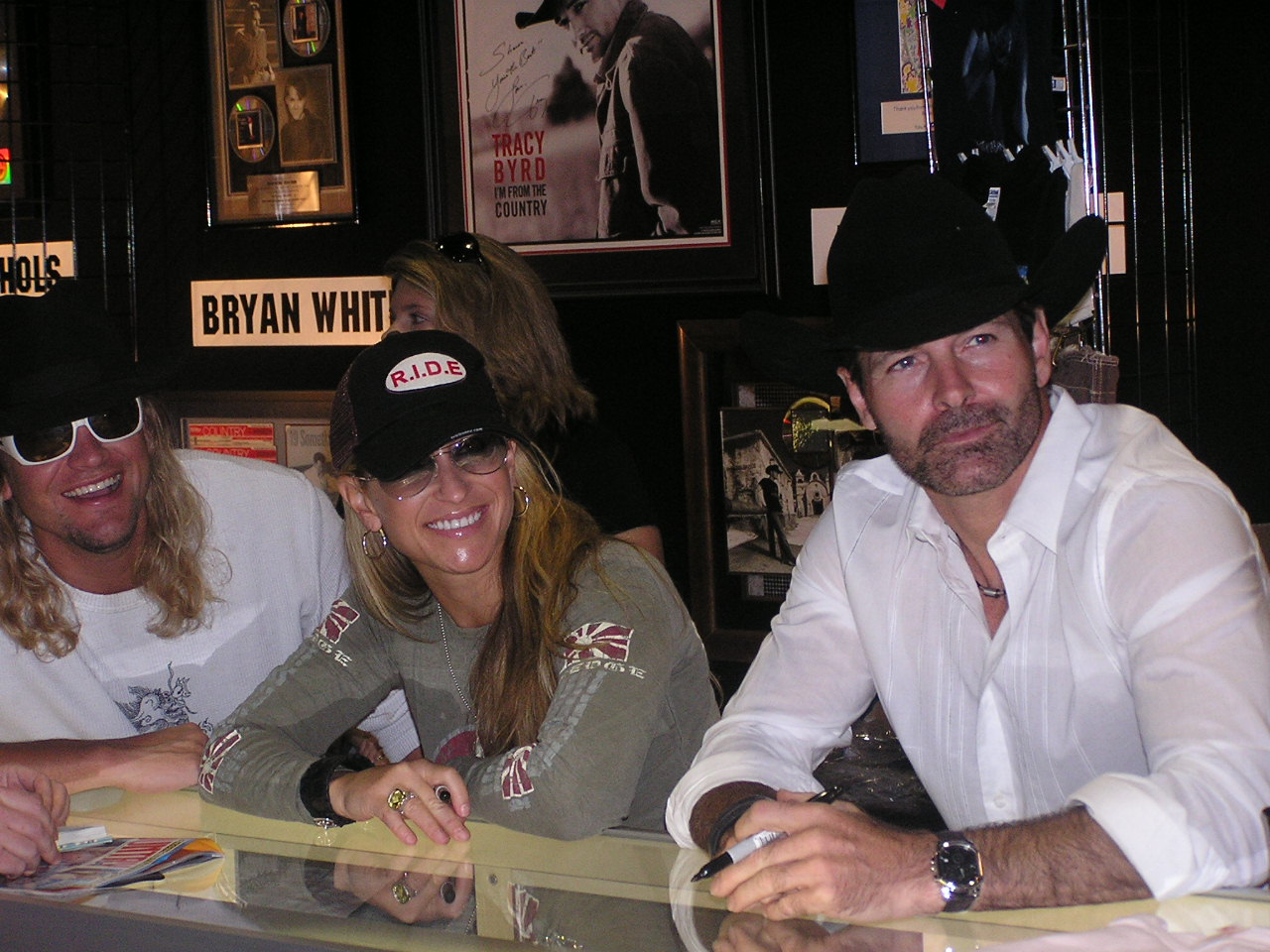
Ira Dean, Heidi Newfield, et Keith Burns signant des autographes au festival de music CMA, en 2006.

En 2001, le trio reçu le prix de l’artiste de l’année par la Country Music Association.
Leur deuxième album (On a Mission) sort en 2003, en seront issus deux singles (On a mission et A Boy like you)
En 2004, le groupe signa son troisième album avec Asylum-Curb, nommé R.I.D.E. (abréviation de "Rebellious Individuals Delivering Entertainment"). Sur cet album on peut entre autres retrouver une reprise de la chanson It's a Heartache chantée à l’origine par Bonnie Tyler et Juice Newton. La version de Trick Pony fut classée 22e aux country music charts.
En octobre 2006, la chanteuse Heidi Newfield annonça son désir de quitter le groupe pour poursuivre une carrière solo. Elle fit son départ officiel juste après la fin de la tournée du groupe, en décembre 2006. Elle enregistra son album en juin 2007 toujours chez Asylum-Curb.
Aubrey Collins, une auteur compositrice de Littleton, dans le Colorado, qui avait auparavant été éliminée de l’émission de télé-réalité The One: Making a Music Star, diffusée sur la ABC fut choisie pour remplacer Heidi Newfield. Elle fit ces débuts officiels au sein du groupe en avril 2007 au Country Thunder festival, en Arizona.
Elle quitta elle aussi le groupe, en octobre 2007 et enregistra elle aussi un album solo à la suite.

## Discographie

### Albums
| Année | Album        | Label        | US Country | US 200 | RIAA |
| ----- | ------------ | ------------ | ---------- | ------ | ---- |
| 2001  | Trick Pony   | Warner Bros. | 12         | 91     | Or   |
| 2003  | On a Mission | Warner Bros. | 13         | 61     |      |
| 2005  | R.I.D.E.     | Asylum-Curb  | 4          | 20     |      |

### Singles
| Année | Titre                               | US Country | US Hot 100 | Album        |
| ----- | ----------------------------------- | ---------- | ---------- | ------------ |
| 2000  | "Pour Me"                           | 12         | 71         | Trick Pony   |
| 2001  | "On a Night Like This"              | 4          | 47         | Trick Pony   |
| 2002  | "Just What I Do"                    | 13         | 103        | Trick Pony   |
| 2002  | "On a Mission"                      | 19         | 110        | On a Mission |
| 2003  | "A Boy Like You"                    | 47         |            | On a Mission |
| 2004  | "The Bride"                         | 27         |            | R. I. D. E.  |
| 2005  | "It's a Heartache"                  | 22         |            | R. I. D. E.  |
| 2005  | "Ain't Wastin' Good Whiskey on You" | 42         |            | R. I. D. E.  |